# Fialho Pacheco
José Fialho Pacheco (Juramento,  — , 1 de fevereiro de 1989) foi um jornalista brasileiro.
Venceu três vezes o Prêmio Esso de Jornalismo apesar de ter chegado à profissão aos 42 anos.
Nos seus últimos  anos de vida foi prefeito cidade  natal de sua mulher em Juramento.
Faleceu após tombar sobre a máquina de escrever, ao sofrer um derrame cerebral.